# مهرجان صندانس السينمائي 2019
مهرجان صندانس السينمائي 2019 (بالإنجليزية: Sundance Film Festival)‏ أقيم مهرجان في الفترة من 24 يناير إلى 3 فبراير 2019. وتم الإعلان عن التشكيلة الأولى من أفلام المنافسة في 28 نوفمبر 2018.